# Élektrüón
Élektrüon (görög betűkkel Ἠλεκτρύων, latinul Electryon) mükénéi király. A hős Perszeusz és hitvese, Androméda fia. Testvére, Alkaiosz Amphitrüón apja volt, valamint Szthenelosz Argosz és Mükéné királya.

## Története
A mítoszokba voltaképpen csak származása miatt került be, valamint azért, mert ő volt az apja Alkménének, a hős Héraklész anyjának. Azt a dicsőséget, hogy ő a nagy Héraklész nagyapja, nem érhette meg, mert még lánya esküvőjén összekülönbözött néhány jószágon vejével, Amphitrüónnal, aki dühében megölte. Ezért kellett elhagynia az ifjú párnak a várost.
Felesége Anaxó volt (más források szerint Eurüdiké).

## Fordítás
- Ez a szócikk részben vagy egészben  az   Electryon című angol Wikipédia-szócikk fordításán alapul.  Az eredeti cikk szerkesztőit annak laptörténete sorolja fel. Ez a jelzés csupán a megfogalmazás eredetét és a szerzői jogokat jelzi, nem szolgál a cikkben szereplő információk forrásmegjelöléseként.